# Sé de Cesareia da Palestina
Arquidiocese de Cesareia da Palestina (em latim: Archidiœcesis Caesariensis in Palaestina), ou Metrópole de Cesareia (em grego:  Μητρόπολη Καισαρείας), foi uma circunscrição eclesiástica do Patriarcado de Antioquia. Foi uma das quatro primeiras dioceses sufragâneas do Patriarcado Latino de Jerusalém, no Reino Latino de Jerusalém, situada na Palestina (atual Israel), em Cesareia Marítima.
Atualmente é uma sé metropolitana do Patriarcado de Jerusalém e também uma sé titular da Igreja Católica Romana.

## História
É uma diocese muito antiga, criada em uma comunidade cristã primitiva fundada por São Pedro e São Paulo, há notícias sobre essa comunidade que datam do século II. Na época romana era a sé do metropolita de Palestina Prima, então sujeito ao Arcebispo de Antioquia, e tinha entre suas dioceses sufragâneas, Jerusalém (Sé de Aelia Capitolina), até 451, sendo posteriormente submetido à jurisdição do novo patriarcado criado em Jerusalém.
A diocese teve uma história conturbada após o colapso do Império Romano do Oriente no século VII. A cidade foi saqueada pelos persas no século VII e posteriormente a conquista da Terra Santa pelos exércitos islâmicos, no século VII, a diocese e a cidade sofreram terrivelmente, e em constante declínio no tamanho e importância. No entanto, manteve-se predominantemente cristã, e na ausência de controle imperial e independência, o arcebispo se tornou o governante efetivo da região. No século IX havia um grande assentamento franco construído por Carlos Magno para facilitar a peregrinação dos latinos. No século X, por causa das perseguições periódicas e o ressurgimento islâmico do Império Bizantino, a diocese caiu sob a influência do Patriarca de Constantinopla para a proteção e fiscalização e, gradualmente, subjugada à autoridade bizantina. Portanto, após o Grande Cisma entre Roma e Constantinopla, em 1054, permaneceu uma diocese ortodoxa com uma comunidade católica apenas de forma marginal.
Depois que os cruzados conquistaram Cesareia em 1101 dos muçulmanos, a comunidade remanescente era predominantemente católica, sendo elegida uma arquidiocese de rito romano, que se tornou cada vez mais importante até que teve dez sufragâneas, incluindo a diocese de Samaria. Mais tarde, no Reino Latino de Jerusalém, muitas vezes o arcebispo de Cesareia ou de Tiro tornaram-se o Patriarca Latino de Jerusalém. A comunidade católica em Cesareia foi mantida até sua destruição pelo Sultanato Mameluco.

## Episcopado

### Bispos e arcebispos gregos
- Teoctisto[2] † (216/217  258)[3]
- Dono (258–antes de 262)
- Teotecno (antes de 262–ca. 303)
  - Anatólio de Laodiceia - conjuntamente até 268
- Agápio † (ca. 303–312/313)
- Eusébio † (ca. 312/313–339/340)
- Acácio † (340–366)
- Gelásio de Cesareia † (367–373)
- Euzoio de Antioquia † (373  379)
- Gelásio de Cesareia † (379–395)[4]
- Teoctisto † (?)
- Gelásio de Cízico † (?)
- João, o Cozibita † (século VI)
- Anastácio † (século XI)

### Arcebispos latinos
- Baldovino † (1101 - 1107)[5]
- Evremar † (1107 - post 1123)[6]
- Gaudenzio[7]† (ante 1136 - post 1142[5])
- Balduíno II † (? - 1156?)[8]
- Ernésio † (1157 - 1173)[9]
- Heráclio † (1173 - 1180)
- Aimaro Mônaco † (1181 - 1194 eleito Patriarca)[5]
- Pedro † (ante 1199 - post 1235)[6]
- Pedro II (?) † (circa 1230)[5]
- Lociaumes † (1244 - 1266[5])
- Mateus † (antes de 1277 - depois de 1280)[6]

### Arcebispos latinos titulares
- Alain de Lespervez, O.F.M. (1451 -?)
- Juan de Segóvia † (1453 - 1458)
- Jakub Bosagi, C.A.M. † (1855 -?)
- Antonio Agliardi † (1884 - 1896 nomeado cardeal-presbítero dos Santi Nereo e Achilleo)
- Pietro Gasparri † (1898 - 1907 nomeado cardeal-presbítero de San Bernardo alle Terme Diocleziane)
- Vincenzo Sardi di Rivisondoli † (1908 - 1914)
- Benedetto Aloisi Masella † (1919 - 1920 nomeado cardeal-presbítero de Santa Maria in Vallicella)
- Luigi Maglione † (1920 - 1935 nomeado cardeal-presbítero de Santa Pudenziana)
- Luigi Traglia † (1936 - 1960 nomeado cardeal-presbítero de Sant'Andrea della Valle)
- Dino Staffa † (1960 - 1967 nomeado cardeal-presbítero de Sacro Cuore di Cristo Re - título elevado pro illa vice)
  - Sede vacante (1967 - atualmente)

### Arcebispos ortodoxos (titulares de fato)
- Basílio Blatsos (1975 - 2012)[10]
  - Sede vacante (2012 - atualmente)